# Nyctibora tupi
Nyctibora tupi är en kackerlacksart som beskrevs av Rocha e Silva och Aguiar 1978. Nyctibora tupi ingår i släktet Nyctibora och familjen småkackerlackor. Inga underarter finns listade i Catalogue of Life.